# Saison 4 des Goldberg
Chronologie
Saison 3 Saison 5
Cet article présente le guide des épisodes de la quatrième saison de la série télévisée américaine Les Goldberg.

## Généralités
- Aux États-Unis, cette quatrième saison est diffusée depuis le 21 septembre 2016 sur le réseau ABC.
- Au Canada, les deux premiers épisodes ont été diffusés en simultané sur le réseau CTV Two, retiré de l'horaire, diffusé 24 heures plus tard sur le réseau CTV du 27 octobre au 26 janvier 2017, puis le dimanche suivant à 19 h 30.
- Le 13 décembre 2016, ABC prolonge la saison de deux épisodes supplémentaires portant finalement la saison à 24 épisodes[1].

## Distribution

### Acteurs principaux
- Wendi McLendon-Covey (VFB : Delphine Moriau) : Beverly Goldberg
- Sean Giambrone (en) (VFB : Arthur Dubois) : Adam Goldberg (jeune)
- Troy Gentile (VFB : Thibaut Delmotte) : Barry Goldberg
- Hayley Orrantia (VFB : Claire Tefnin) : Erica Goldberg
- Jeff Garlin (VFB : Michel Hinderyckx) : Murray Goldberg
- George Segal (VFB : François Mairet): Pops Solomon
- Patton Oswalt (VFB : Philippe Allard) : Adam Goldberg (voix off adulte)
- AJ Michalka (VFB : Helena Coppejans) : Lainey Lewis

### Acteurs récurrents et invités
- Stephen Tobolowsky : Principal Ball
- Tim Meadows : Mr. Glascott
- Bryan Callen (VFB : Franck Dacquin) : Coach Mellor
- Sam Lerner : Geoff Schwartz
- Noah Munck : Naked Rob
- Matt Bush : Andy Cogan
- Kenny Ridwan (en) : Dave Kim
- Sean Marquette (en) : Johnny Atkins
- Allie Grant : Evelyn Silver
- Jacob Hopkins (VFB : Aurélien Ringelheim) : Chad Kremp
- Jennifer Irwin (en) : Virginia Kremp
- Judd Hirsch : Pop Pop
- Susie Essman : Edie Robb[2] (épisode 15)
- Rowan Blanchard (VFB : Sophie Frison) : Jackie Geary[3] (épisodes 19 et 22)

## Épisodes

### Épisode 1:Breakfast Club
- États-Unis /  Canada : 21 septembre 2016 sur ABC[4] / CTV Two[5]
- France : 2 septembre 2017 sur Comédie+

- États-Unis : 6,90 millions de téléspectateurs[6] (première diffusion)

- Stephen Tobolowsky (Principal Ball)
- Tim Meadows (Mr. Glascott)
- Sam Lerner (Geoff Schwartz)
- Kenny Ridwan (Dave Kim)
- Allie Grant (Evy Silver)
- Sean Marquette (Johnny Atkins)
- Alex Jennings (Carla)
- Niko Guardado (Ruben Amaro Jr.)
- Quincy Fouse (Taz Money)
- Andrew Secunda (Mr. MacCullough)

### Épisode 2:L'amour en VHS
- États-Unis /  Canada : 28 septembre 2016 sur ABC / CTV Two
- France : 2 septembre 2017 sur Comédie+

- États-Unis : 6,58 millions de téléspectateurs[7] (première diffusion)

- David Koechner (Bill Lewis)
- Bryan Callen (Coach Mellor)
- Rob Huebel (John Calabasas)
- Sam Lerner (Geoff Schwartz)
- Matt Bush (Any Cogan)
- Noah Munck (Naked Rob)
- Allie Grant (Evy Silver)
- Sean Marquette (Johnny Atkins)

### Épisode 3:George Verdo
- États-Unis : 5 octobre 2016 sur ABC
- Canada : 3 novembre 2016 sur CTV
- France : 2 septembre 2017 sur Comédie+

- États-Unis : 6,23 millions de téléspectateurs[8] (première diffusion)

- David Koechner (Bill Lewis)
- Bryan Callen (Coach Mellor)
- Rob Huebel (John Calabasas)
- Sam Lerner (Geoff Schwartz)
- Matt Bush (Any Cogan)
- Noah Munck (Naked Rob)
- Allie Grant (Evy Silver)
- Sean Marquette (Johnny Atkins)

### Épisode 4:Annonces de dingues
- États-Unis : 12 octobre 2016 sur ABC
- Canada : 1er décembre 2016 sur CTV
- France : 2 septembre 2017 sur Comédie+

- États-Unis : 6,47 millions de téléspectateurs[9] (première diffusion)
- Canada : 859 000 téléspectateurs[10] (première diffusion + différé 7 jours)

- Judd Hirsch (Pop-Pop)
- Stephen Tobolowsky (Principal Ball)
- Tim Meadows (Mr. Glascott)
- Kenny Ridwan (Dave Kim)
- Sean Marquette (Johnny Atkins)
- Alex Jennings (Carla)
- Niko Guardado (Ruben Amaro, Jr.)
- Zach Callison (Corbett)
- Zayne Emory (JC Spink)
- Joshua Carlon (Michael C. Levy)
- David Bloom (Michael Z. Levy)
- Michael C. Levy (Tech Guy #1)
- Michael Z. Levy (Tech Guy #2)

### Épisode 5:Stefan King
- États-Unis : 26 octobre 2016 sur ABC
- Canada : 27 octobre 2016 sur CTV
- France : 2 septembre 2017 sur Comédie+

- États-Unis : 6,14 millions de téléspectateurs[11] (première diffusion)

- Sam Lerner (Geoff Schwartz)
- Allie Grant (Evy Silver)
- Jennifer Irwin (Virigina Kremp)
- Alex Jennings (Carla)
- ? (Nate)
- ? (Elaine)

### Épisode 6:Recettes pour un mort II
- États-Unis : 9 novembre 2016 sur ABC
- Canada : 10 novembre 2016 sur CTV
- France : 9 septembre 2017 sur Comédie+

- États-Unis : 6,46 millions de téléspectateurs[12] (première diffusion)

- Bryan Callen (Coach Mellor)
- Kenny Ridwan (Dave Kim)
- Stephanie Katherine Grant (Emmy Mirsky)
- Quincy Fouse (Taz Money)
- Annie Mebane (Benetton clerk)

### Épisode 7:Nom d'un kitt
- États-Unis : 16 novembre 2016 sur ABC
- Canada : 17 novembre 2016 sur CTV
- France : 9 septembre 2017 sur Comédie+

- États-Unis : 6,45 millions de téléspectateurs[13] (première diffusion)

- David Koechner (Bill Lewis)
- Dan Fogler (Marvin Goldberg)
- Sam Lerner (Geoff Schwartz)

### Épisode 8:La comédie musicale du siècle
- États-Unis /  Canada : 30 novembre 2016 sur ABC / CTV
- France : 9 septembre 2017 sur Comédie+

- États-Unis : 5,96 millions de téléspectateurs[14] (première diffusion)
- Canada : 845 000 téléspectateurs[10] (première diffusion + différé 7 jours)

- Ana Gasteyer (Ms. Cinoman)
- Stephen Tobolowsky (Principal Ball)
- Bryan Callen (Coach Mellor)
- Sam Lerner (Geoff Schwartz)
- Noah Munck (Naked Rob)
- Matt Bush (Andy Cogan)
- Kenny Ridwan (Dave Kim)
- Nate Hartley (Dan)
- Quincy Fouse (Taz Money)
- Niko Guardado (Ruben Amaro Jr.)
- Zach Callison (Corbett)
- Zayne Emory (JC Spink)
- Joshua Carlon (Michael C. Levy)
- David Bloom (Michael Z. Levy)

### Épisode 9:Les Globetrotters
- États-Unis /  Canada : 7 décembre 2016 sur ABC / CTV
- France : 9 septembre 2017 sur Comédie+

- États-Unis : 5,40 millions de téléspectateurs[15] (première diffusion)

- Sam Lerner (Geoff Schwartz)
- Noah Munck (Naked Rob)
- Matt Bush (Andy Cogan)
- Kenny Ridwan (Dave Kim)
- Sam Kindseth (Dave Sirota)
- Niko Guardado (Ruben Amaro Jr.)
- Zach Callison (Corbett)
- Zayne Emory (JC Spink)
- Ben Zelevansky (Dale)
- Nate Hartley (Dan)
- Quincy Fouse (Taz Money)

### Épisode 10:Le solo d'Hanouka
- États-Unis /  Canada : 14 décembre 2016 sur ABC / CTV
- France : 16 septembre 2017 sur Comédie+

- États-Unis : 6,20 millions de téléspectateurs[16] (première diffusion)
- Canada : 911 000 téléspectateurs[17] (première diffusion + différé 7 jours)

- Ana Gasteyer (Ms. Cinoman)
- Stephen Tobolowsky (Principal Ball)
- Sam Lerner (Geoff Schwartz)
- Noah Munck (Naked Rob)
- Matt Bush (Andy Cogan)
- Sean Marquette (Johnny Atkins)
- Alex Jennings (Carla)

### Épisode 11:Ô capitaine! mon capitaine!
- États-Unis : 4 janvier 2017 sur ABC
- Canada : 5 janvier 2017 sur CTV
- France : 16 septembre 2017 sur Comédie+

- États-Unis : 6,73 millions de téléspectateurs[18] (première diffusion)

- Tim Meadows (Mr. Glascott)
- Bryan Callen (Coach Mellor)
- Sam Lerner (Geoff Schwartz)
- Matt Bush (Andy Cogan)
- Noah Munck (Naked Rob)
- Stephanie Katherine Grant (Emmy Mirsky)
- Sean Marquette (Johnny Atkins)
- Alex Jennings (Carla)
- Zayne Emory (JC Spink)

### Épisode 12:Jour de neige
- États-Unis : 11 janvier 2017 sur ABC
- Canada : 12 janvier 2017 sur CTV
- France : 16 septembre 2017 sur Comédie+

- États-Unis : 6,92 millions de téléspectateurs[19] (première diffusion)

### Épisode 13:Agassi
- États-Unis : 8 février 2017 sur ABC
- Canada : 12 février 2017 sur CTV
- France : 16 septembre 2017 sur Comédie+

- États-Unis : 6,19 millions de téléspectateurs[20] (première diffusion)

- Tim Meadows (Mr. Glascott)
- Bryan Callen (Coach Mellor)
- Jacob Hopkins (Chad Kremp)
- Kenny Ridwan (Dave Kim)
- Sam Lerner (Geoff Schwartz)
- Matt Bush (Andy Cogan)
- Noah Munck (Naked Rob)
- Allie Grant (Evy Silver)
- Sean Marquette (Johnny Atkins)
- Alex Jennings (Carla)
- Nate Hartley (Dan)
- Shaun Weiss (Kenny Frisco)
- Chad Kremp (Mr. Kremp)
- Solomon Stewart (Young Adam)
- Ethan Jones (Young Chad)

### Épisode 14:Entrée dans la vie active
- États-Unis : 15 février 2017 sur ABC
- Canada : 19 février 2017 sur CTV
- France : 23 septembre 2017 sur Comédie+

- États-Unis : 6,5 millions de téléspectateurs[21] (première diffusion)

- Tim Meadows (Mr. Glascott)
- Kenny Ridwan (Dave Kim)
- Sean Marquette (Johnny Atkins)
- Alex Jennings (Carla)
- Nate Hartley (Dan)
- Zach Callison (Corbett)
- Parvesh Cheena (en) (Andy)
- Chad Coleman (Leon)
- Bruce Merkle (Jason)
- Brea Bee (Mrs. Vanica)
- Brock Brenner (Billy)

### Épisode 15:Graine de star
- États-Unis : 22 février 2017 sur ABC
- Canada : 16 avril 2017 sur CTV
- France : 23 septembre 2017 sur Comédie+

- États-Unis : 6,21 millions de téléspectateurs[22] (première diffusion)

- Sam Lerner (Geoff Schwartz)
- Noah Munck (Naked Rob)
- Matt Bush (Andy Cogan)
- Kenny Ridwan (Dave Kim)
- Stephanie Katherine Grant (Emmy Mirsky)
- Sean Marquette (Johnny Atkins)
- RD Robb (Paul Sirochman)
- Susie Essman (Edie Robb)
- Eddie Pepitone (Tony the Deli Guy)
- Shayne Topp (Matt Bradley)

### Épisode 16:Goldberg puissance deux!
- États-Unis : 1er mars 2017 sur ABC
- Canada : 5 mars 2017 sur CTV
- France : 23 septembre 2017 sur Comédie+

- États-Unis : 6,17 millions de téléspectateurs[23] (première diffusion)

- Dan Fogler (Marvin Goldberg)
- Bryan Callen (Coach Mellor)
- Sam Lerner (Geoff Schwartz)
- Noah Munck (Naked Rob)
- Matt Bush (Andy Cogan)
- Allie Grant (Evy Silver)
- Sean Marquette (Johnny Atkins)
- Alex Jennings (Carla)
- Quincy Fouse (Taz Money)
- Oliver Cooper (Other Adam)
- Martin Kove (Master John)

### Épisode 17:Un nouveau membre
- États-Unis : 8 mars 2017 sur ABC
- Canada : 12 mars 2017 sur CTV
- France : 30 septembre 2017 sur Comédie+

- États-Unis : 5,7 millions de téléspectateurs[24] (première diffusion)

- Sam Lerner (Geoff Schwartz)
- Matt Bush (Andy Cogan)
- Noah Munck (Naked Rob)
- Sean Marquette (Johnny Atkins)
- Nate Hartley (Dan)
- Jackie Radinsky (Sergei)
- Shayne Topp (Matt Bradley)
- John Eddins (Security Guard)
- Bon Ogle (Hippie)
- Nancy Friedrich (Tour Guide)

### Épisode 18:Baré
- États-Unis : 15 mars 2017 sur ABC
- Canada : 19 mars 2017 sur CTV
- France : 30 septembre 2017 sur Comédie+

- États-Unis : 5,42 millions de téléspectateurs[25] (première diffusion)

- Tim Meadows (Mr. Glascott)
- Sam Lerner (Geoff Schwartz)
- Matt Bush (Andy Cogan)
- Noah Munck (Naked Rob)
- Shayne Topp (Matt Bradley)

### Épisode 19:Une soirée inoubliable
- États-Unis : 29 mars 2017 sur ABC
- Canada : 23 avril 2017 sur CTV
- France : 30 septembre 2017 sur Comédie+

- États-Unis : 6,07 millions de téléspectateurs[26] (première diffusion)

- Bryan Callen (Coach Mellor)
- Sam Lerner (Geoff Schwartz)
- Matt Bush (Andy Cogan)
- Noah Munck (Naked Rob)
- Shayne Topp (Matt Bradley)
- Kenny Ridwan (Dave Kim)
- Stephanie Katherine Grant (Emmy Mirsky)
- Sean Marquette (Johnny Atkins)
- Alex Jennings (Carla)
- Nate Hartley (Dan)
- Niko Guardado (Ruben Amaro Jr.)
- Rowan Blanchard (Jackie)
- Jackie Geary (Mrs. Geary)
- Todd Fasen (B. Dalton Employee)
- Gareth Reynolds (Horseman)

### Épisode 20:Batman versus Betman
- États-Unis : 5 avril 2017 sur ABC
- Canada : 9 avril 2017 sur CTV
- France : 30 septembre 2017 sur Comédie+

- États-Unis : 5,63 millions de téléspectateurs[27] (première diffusion)

- Tim Meadows (Mr. Glascott)
- David Hornsby (Kyle Schnitz)

### Épisode 21:Le système de Fonzie
- États-Unis : 26 avril 2017 sur ABC
- Canada : 2 juillet 2017 sur CTV
- France : 7 octobre 2017 sur Comédie+

- États-Unis : 5,23 millions de téléspectateurs[28] (première diffusion)

- Sam Lerner (Geoff Schwartz)
- Matt Bush (Andy Cogan)
- Noah Munck (Naked Rob)
- Shayne Topp (Matt Bradley)
- Clint Carmichael (Golfer)

### Épisode 22:Le jour d'après le jour d'après
- États-Unis : 3 mai 2017 sur ABC
- Canada : 26 juillet 2017 sur CTV Two
- France : 7 octobre 2017 sur Comédie+

- États-Unis : 5,16 millions de téléspectateurs[29] (première diffusion)

- Tim Meadows (Mr. Glascott)
- Bryan Callen (Coach Mellor)
- Kenny Ridwan (Dave Kim)
- Sam Lerner (Geoff Schwartz)
- Matt Bush (Andy Cogan)
- Noah Munck (Naked Rob)
- Shayne Topp (Matt Bradley)
- Sean Marquette (Johnny Atkins)
- Rowan Blanchard (Jackie)
- Jackie Radinsky (Sergei)
- Steve Berg (Mailman)

### Épisode 23:Maître Jedi Adam Skywalker
- États-Unis : 10 mai 2017 sur ABC
- Canada : 2 août 2017 sur CTV Two
- France : 7 octobre 2017 sur Comédie+

- États-Unis : 5,22 millions de téléspectateurs[30] (première diffusion)

- Dan Fogler (Marvin Goldberg)
- Sam Lerner (Geoff Schwartz)
- Noah Munck (Naked Rob)
- Shayne Topp (Matt Bradley)
- Sean Marquette (Johnny Atkins)
- Rowan Blanchard (Jackie)
- Nate Hartley (Dan)
- Kenny Ridwan (Dave Kim)

### Épisode 24:La remise des diplômes
- États-Unis : 17 mai 2017 sur ABC
- Canada : 28 mai 2017 sur CTV
- France : 7 octobre 2017 sur Comédie+

- États-Unis : 5,27 millions de téléspectateurs[31] (première diffusion)

- Sam Lerner (Geoff Schwartz)
- Sean Marquette (Johnny Atkins)
- Niko Guardado (Ruben Amaro Jr.)
- Bryan Callen (Coach Mellor)
- David Koechner (Bill Lewis)
- Stephen Tobolowsky (Principal Ball)
- Quincy Fouse (Taz Money)
- Dan Fogler (Marvin Goldberg)
- Natalie Alyn Lind (Dana)
- Rowan Blanchard (Jackie)